# Zipser Berg
Der Zipser Berg ist ein 552 m ü. NN hoher Berg der Fränkischen Alb im Stadtgebiet von Pegnitz im Landkreis Bayreuth, Bayern (Deutschland).

## Geographische Lage
Der Zipser Berg liegt im Naturpark Fränkische Schweiz-Veldensteiner Forst am Ostrand der Fränkischen Schweiz, dem Nordteil der Fränkischen Alb. Er befindet sich zwischen der Kernstadt von Pegnitz im Südwesten und dessen dörflichen Stadtteil Zips im Nordosten.
Der Zipser Berg ist insbesondere an seiner Nordwestflanke bewaldet; seine Hochlagen sind landwirtschaftlich genutzt. Durch das nördlich des Bergs gelegene Tal fließt in Ost-West-Richtung der Zipser Mühlbach als östlicher Zufluss der Fichtenohe, die den Berg westlich passiert. Beide Fließgewässer verlaufen im Bereich des Bergs entlang eines gemeinsamen Abschnitts der Bundesstraßen 2 und 85.

## Wissenswertes
Auf dem Zipser Berg befindet sich seit 1975 der Flugplatz Pegnitz-Zipser Berg. An der Westflanke des Bergs, beim nördlichen Pegnitzer Stadtteil Rosenhof, gibt es die Erzhalden Johannis, einem kleinen Hochplateau mit einstigem Johannesschacht, der 1967 geschlossen wurde. Vom Berg kann ein beeindruckendes 360-Grad-Panorama genossen werden.